# Франческо П'янета
Франческо П'янета (італ. Francesco Pianeta; нар. 8 жовтня 1984, Корильяно-Калабро, Калабрія, Італія) — італійський боксер-професіонал, який виступає у важкій ваговій категорії.

## Біографія
Франческо П'янета народився в Італії, місті Корильяно-Калабро. Коли йому було 6 років, з родиною емігрували до Німеччини.
Перш ніж зайнятися професійним боксом, П'янета займався Муай тай. Де провів 10 поєдинків, 9 з яких виграв.

## Професійна кар'єра
Франческо П'янета дебютував на професійному рингу в 2005 році. Провів 14 рейтингових поєдинків.
У лютому 2008 року завоював молодіжний титул чемпіона світу за версією WBC, нокаутувавши в 3-му раунді Доннелла Віггинса. Через 3 місяці під час першого захисту зустрівся з непереможеним американцем, Майклом Марроне (18-0). П'янета переміг нокаутом у 2-му раунді.
30 серпня 2008 року, Франческо достроково переміг британця, Скота Гаммера, в поєдинку за вакантний титул EBU-EU. У грудні 2008 року переміг за очками непереможеного француза, Йогана Духапаса (17-0).
У квітні 2009 року, П'янета звів у нічию 12-й раундовий поєдинок, з відомим поляком, Альбертом Сосновським.
У вересні Франческо достроково переміг британця Метта Скелтона.
У грудні 2009 року в проміжному поєдинку переміг росіянина Євгенія Орлова. У кінці року, у П'янети була виявлена ??злоякісна пухлина. Близько року знадобилося на лікування і відновлення, але італієць впорався з хворобою, і повернувся на ринг у грудні 2010 року з перемогою над американцем Майклом Міделтоном.
Наступні бої П'янета впевнено перемагав рейтингових боксерів. У листопаді 2011 року переміг відомого боксера Роберта Гоукінза. Потім у січні 2012 року переміг Зака ??Пейджа.
16 травня 2012 року, в рейтинговому поєдинку, італієць впевнено перебоксував колишнього чемпіона, американця, Олівера Маккола. 7 вересня 2012, в 10-раундовому бою, П'янета за очками переміг південноафриканця Франсуа Боту.
Наприкінці 2012 року, П'янета в рейтинговому поєдинку нокаутував в першому раунд маловідомого аргентинця Нельсона Даріо Домінгеса}.

### Чемпіонський бій з Володимиром Кличком
4 травня 2013 року на SAP-арені у Мангеймі, Німеччина відбувся бій Франческо П'янети з Володимиром Кличком за титули чемпіона світу за версіями IBF, IBO, WBO, WBA і The Ring. Програв технічним нокаутом у 6-му раунді.

## Результати боїв
| Бій | Очки       | Дата              | Суперник                   | Місце бою                                                                        | Раундів        | Додатково                                                                    |
| --- | ---------- | ----------------- | -------------------------- | -------------------------------------------------------------------------------- | -------------- | ---------------------------------------------------------------------------- |
| 30  | 28(15)-1-1 | 4 травня 2013     | Володимир Кличко (59-3)    | SAP-Арена, Мангейм, Німеччина                                                    | 6 (з 12) 2:52  | Бій за титули чемпіона світу за версіями IBF, IBO, WBO, WBA і The Ring.      |
| 29  | 28(15)-0-1 | 16 листопада 2012 | Нельсон Домінгес (14-1-1)  | Maritim Hotel, Магдебург, Саксонія-Ангальт, Німеччина                            | TKO1 (10) 2:31 |                                                                              |
| 28  | 27(14)-0-1 | 7 вересня 2012    | Франсуа Бота (46-7-3)      | RWE Rhein-Ruhr Sporthalle, Мюльгайм-на-Рурі, Північний Рейн-Вестфалія, Німеччина | UD (10)        |                                                                              |
| 27  | 26(14)-0-1 | 16 травня 2012    | Олівер Маккол (56-11)      | Brandenburg Halle, Франкфурт, Брандебург, Німеччина                              | UD (10)        |                                                                              |
| 26  | 25(14)-0-1 | 7 січня 2012      | Зак Пейдж (21-37-2)        | Maritim Hotel, Магдебург, Саксонія-Ангальт, Німеччина                            | UD (8)         |                                                                              |
| 25  | 24(14)-0-1 | 21 жовтня 2011    | Роберт Гоукінз (23-18)     | Brandenburg Halle, Франкфурт, Брандебург, Німеччина                              | UD (8)         |                                                                              |
| 24  | 23(14)-0-1 | 2 квітня 2011     | Івіца Перкович (15-10)     | Herning Kongrescenter, Гернінг, Данія                                            | TKO3 (8) 1:23  |                                                                              |
| 23  | 22(13)-0-1 | 12 лютого 2011    | Самир Куртагич (9-1)       | RWE Rhein-Ruhr Sporthalle, Мюльгайм-на-Рурі, Північний Рейн-Вестфалія, Німеччина | UD (8)         |                                                                              |
| 22  | 21(13)-0-1 | 18 грудня 2010    | Майк Мідделтон (13-19-1)   | нім. Max Schmeling Halle, Пренцлауер-Берґ, Берлін, Німеччина                     | KO1 (8) 1:10   |                                                                              |
| 21  | 20(12)-0-1 | 5 грудня 2009     | Євгеній Орлов (10-5-1)     | Arena, Людвігсбург, Баден-Вюртемберг, Німеччина                                  | UD (8)         |                                                                              |
| 20  | 19(12)-0-1 | 19 вересня 2009   | Мет Скелтон (22-3)         | Jahnsportforum, Нойбранденбург, Мекленбург — Передня Померанія, Німеччина        | RTD8 (12) 3:00 | Бій за титул EBU-EU (European Union), 3-тій захист П'янети.                  |
| 19  | 18(11)-0-1 | 4 квітня 2009     | Альберт Сосновський (44-2) | нім. Burg-Waechter Castello, Дюссельдорф, Північний Рейн-Вестфалія, Німеччина    | SD (12)        | Бой за титул EBU-EU (European Union), 2-гий захист П'янети.                  |
| 18  | 18(11)-0   | 20 грудня 2008    | Йоган Дугапас (17-0)       | нім. Hallenstadion, Цюрих, Швейцарія                                             | UD (12)        | Бой за титул EBU-EU (European Union), 1-ший захист П'янети.                  |
| 17  | 17(11)-0   | 30 вересня 2008   | Скот Гаммер (18-2-1)       | нім. Max Schmeling Halle, Пренцлауер-Берґ, Берлін, Німеччина                     | RTD8 (12) 3:00 | Бій за вакантний титул EBU-EU (European Union).                              |
| 16  | 16(10)-0   | 17 травня 2008    | Майкл Маррон (18-0)        | Oberfrankenhalle, Байройт, Баварія, Німеччина                                    | TKO2 (10) 1:23 | Бій за молодіжний титул чемпиона світу за версією WBC, 1-ший захист П'янети. |
| 15  | 15(9)-0    | 16 лютого 2008    | Доннел Віґґінз (24-9-4)    | Нюрнберг Арена, Нюрнберг, Баварія, Німеччина                                     | KO3 (10) 2:04  | Бій за вакантний молодіжний титул чемпиона світу за версією WBC.             |
| 14  | 14(8)-0    | 16 лютого 2008    | Паоло Феррара (24-12-1)    | Seidensticker Halle, Білефельд, Північний Рейн-Вестфалія, Німеччина              | UD (10)        |                                                                              |
| Бій | Очки       | Дата              | Суперник                   | Місце боя                                                                        | Раундів        | Додатково                                                                    |